# Saints Will Conquer
Saints Will Conquer è un album dal vivo del gruppo musicale statunitense Armored Saint, pubblicato nel 1987.

## Tracce
1. Raising Fear – 3:32
2. Nervous Man – 3:34
3. Chemical Euphoria – 4:11
4. Book of Blood – 4:46
5. Can U Deliver – 4:32
6. Long Before I Die – 2:42
7. Madhouse – 4:21
8. No Reason to Live (studio) – 4:01

## Formazione
- John Bush -  voce
- David Prichard -  chitarra
- Joey Vera -  basso
- Gonzo Sandoval - batteria